# Aleksandr Jakowlew (konstruktor)

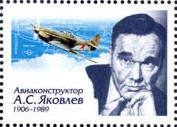
Znaczek pocztowy upamiętniający Aleksandra Jakowlewa

Aleksandr Siergiejewicz Jakowlew (ros. Александр Сергеевич Яковлев, ur. 19 marca?/1 kwietnia 1906 w Moskwie, zm. 22 sierpnia 1989 tamże) – rosyjski konstruktor lotniczy, generał pułkownik lotnictwa, deputowany do Rady Najwyższej ZSRR 2., 3., 4., 5., 6., 7., 8., 9., 10. i 11. kadencji (1946–1989), dwukrotny Bohater Pracy Socjalistycznej (1940, 1957). 

## Życiorys
Był synem szefa działu transportowego w firmie naftowej. Od 1914 uczył się w gimnazjum (ukończył je w 1923), gdzie zainteresował się lotnictwem. Od 1924 pracował w dziale lotniczym Akademii Floty Powietrznej im. Żukowskiego, w której ukończył studia w 1931. W 1927 zbudował swój pierwszy samolot. Od 1935 główny konstruktor biura konstrukcyjnego (OKB-115 (biuro projektowe ma własną bazę produkcyjną w zakładzie nr 115), w którym do końca lat 30. XX wieku zaprojektowano kilka samolotów, oznaczonych symbolem AIR. W latach 1940–1946 pełnił funkcję zastępcy ludowego komisarza (ministra) przemysłu lotniczego ZSRR.
Projektowane pod kierunkiem Jakowlewa samoloty otrzymywały oznaczenia Jak. W biurze konstrukcyjnym Jakowlewa zaprojektowano szereg samolotów, które weszły do użycia w czasie II wojny światowej. Szczególnie znane są tutaj myśliwce Jak-1, Jak-3 i Jak-9, ale także samolot transportowy Jak-6. 
Działalność Jakowlewa podczas II wojny światowej oceniana jest jednak w sposób niejednoznaczny. Współcześnie historycy uważają, że wykorzystując swoją pozycję we władzach, promował własne konstrukcje, które były kierowane do masowej produkcji pomimo niższych osiągów i jakości od konkurencyjnych projektów (np. myśliwiec Jak-1) lub nieodpowiadania potrzebom lotnictwa (np. lekki bombowiec Jak-2). Szczególnie odegrał rolę w odsunięciu na boczny tor Nikołaja Polikarpowa i odrzuceniu jego udanych projektów myśliwców I-180 i I-185. Próbował również osłabić pozycję Siemiona Ławoczkina. 
W 1945 Jakowlew zaprojektował pierwszy radziecki samolot z napędem odrzutowym, Jak-15, który wszedł do produkcji seryjnej. Bardziej znanymi cywilnymi konstrukcjami Jakowlewa są samoloty pasażerskie Jak-40 i Jak-42 a także samoloty szkolno-treningowe Jak-11, Jak-18 i Jak-52 oraz akrobacyjny Jak-50.
W 1946 został awansowany na stopień generała-pułkownika lotnictwa. W latach 1946–1989 deputowany do Rady Najwyższej ZSRR od 2. do 11. kadencji, a w latach 1981–1989 członek Prezydium Rady Najwyższej ZSRR. W 1981 przeszedł na emeryturę. 
Zmarł 22 sierpnia 1989 w Moskwie i został pochowany na Cmentarzu Nowodziewiczym.

## Odznaczenia
- Medal „Sierp i Młot” Bohatera Pracy Socjalistycznej – dwukrotnie (1940, 1957)
- Order Lenina – dziesięciokrotnie (27 kwietnia 1939, 28 października 1940, 6 września 1942, 25 maja 1944, 2 lipca 1945, 15 listopada 1950, 31 marca 1956, 31 marca 1966, 23 czerwca 1981 i 17 sierpnia 1984)
- Order Rewolucji Październikowej (26 kwietnia 1971)
- Order Czerwonego Sztandaru – dwukrotnie (3 listopada 1944 i 26 października 1955)
- Order Suworowa I klasy (16 września 1945)
- Order Suworowa II klasy (19 sierpnia 1944)
- Order Wojny Ojczyźnianej I klasy (10 czerwca 1945)
- Order Czerwonego Sztandaru Pracy (17 września 1975)
- Order Czerwonej Gwiazdy (17 marca 1933)
- Nagroda Leninowska (1971)
- Nagroda Stalinowska – sześciokrotnie (1941, 1942, 1943, 1946, 1947, 1948)
- Nagroda Państwowa ZSRR (1977)
- Oficer Legii Honorowej (Francja)
- Złoty Medal Międzynarodowej Federacji Lotniczej